# Estado Jin (Corea)
El Estado de Jin  (en Hangul:진국, :jingug, léase:Jíng'kug) fue uno de los primeros estados de Corea, en la Edad del Hierro que estaba ubicado al sur de la península de Corea durante los siglos 3 y 4 a. C. en la frontera del reino coreano de Gojoseon al norte. Su capital estaba en algún lugar al sur del Río Han . Precedió a las confederaciones en el periodo Samhan , cada una de ellas afirma ser sucesor del estado de Jin.

## Historia
No está del todo claro su definición como un estado organizado. Es probable que se tratara de una federación de pequeños estados al igual que el posterior Samhan. Según Samguk Yusa, se creen que estaba ubicado alrededor del río Geum. Como Jin tenía que competir con Gojoseon que estaba en el norte de Corea y Manchuria, los líderes de Jin enviaron emisarios a la dinastía Han de China. El historiador, Lee ki-baek en 1984 supuso que el reino Jin trató de abrir la comunicación y asegurar los contactos con los chinos, con los que quería beneficiarse de las culturas del hierro. Sin embargo, los esfuerzos de Jin fueron bloqueados por Gojoseon.
El rey Jun de Gojoseon huyó a Jin después de la rebelión del general Wiman.

## Arqueología
Arqueológicamente, Jin se identifica comúnmente con la cultura coreana de la daga de bronce, que sucedió a la cultura de Liaoning al final del primer milenio antes de Cristo. Los restos más abundantes de esta cultura han aparecido en el suroeste de la provincia Chungcheong y la ex-provincia de Jeolla. Esto sugiere que Jin se hallaba en esa área. Los artefactos de la cultura se encuentran en todo el sur de Corea y también se exportaron a los pueblos del Período Yayoi de Kyūshū, Japón.

## Legado
Después de la caída de Jin, se dividió a tres estados: Jinhan, Byeonhan y Mahan. El clásico Registros de los Tres Reinos dice que Jinhan es el anterior estado Jin y Libro de Han Posterior escribe que el antiguo estado Jin es ahora tres tipos como Mahan, Byeonhan y Jinhan y todos son 78 reinos.